# 语义学者
语义学者（英語：Semantic Scholar）是具有人工智能功能的学术出版网络搜索引擎，由艾伦AI研究所开发，并于2015年11月发布。它能利用自然语言处理技術为学术论文提供摘要。与Google学术搜索和PubMed相比，语义学者提供的結果盡量凸顯出论文中最重要和最有影响力的元素。
语义学者最初是一个與计算机科学、地球科学和神经科学等主题有關的数据库。2017年起，语义学者开始收錄醫學文獻。截至2021年11月，其收錄的出版物已拓寬至所有科学领域。